# فلومات (تگزاس)
فلومات، تگزاس(به انگلیسی: Flomot, Texas) شهری در ایالت تگزاس از ایالات جنوبی ایالات متحده آمریکا است.